# Cis subfuscus
Cis subfuscus es una especie de coleóptero de la familia Ciidae.

## Distribución geográfica
Habita en Texas (Estados Unidos) y México.